# Emílson Cribari
Emílson Sánchez Cribari, brazilski nogometaš, 6. marec 1980, Cambará, Brazilija.
Cribari je nazadnje igral kot obrambni igralec za Rangers, v svoji karieri pa je v Serie A nastopal še za Udinese in Empoli.